# Kirkwall

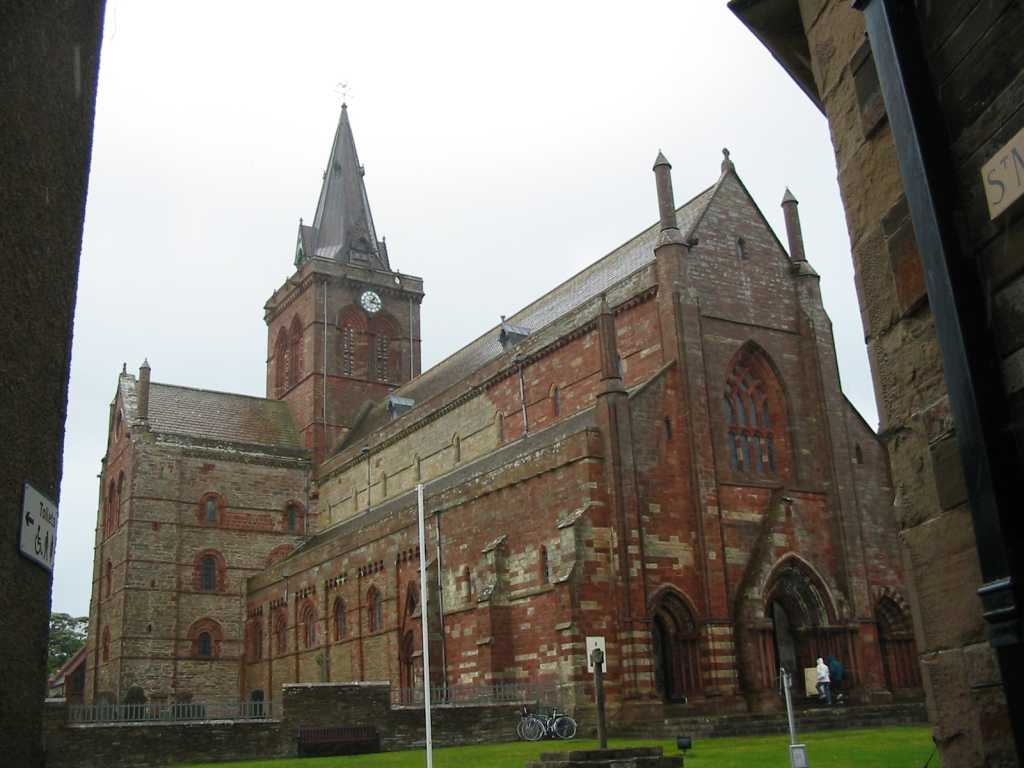
Cattedrale di San Magnus - Kirkwall

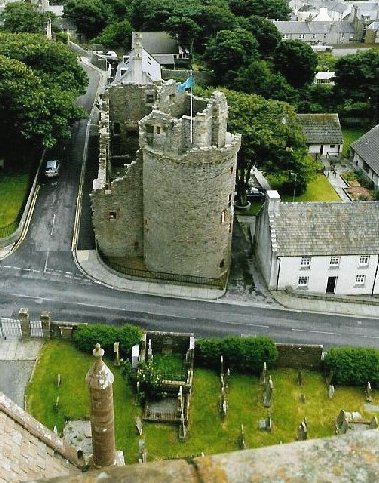
Palazzo del Vescovo - Kirkwall

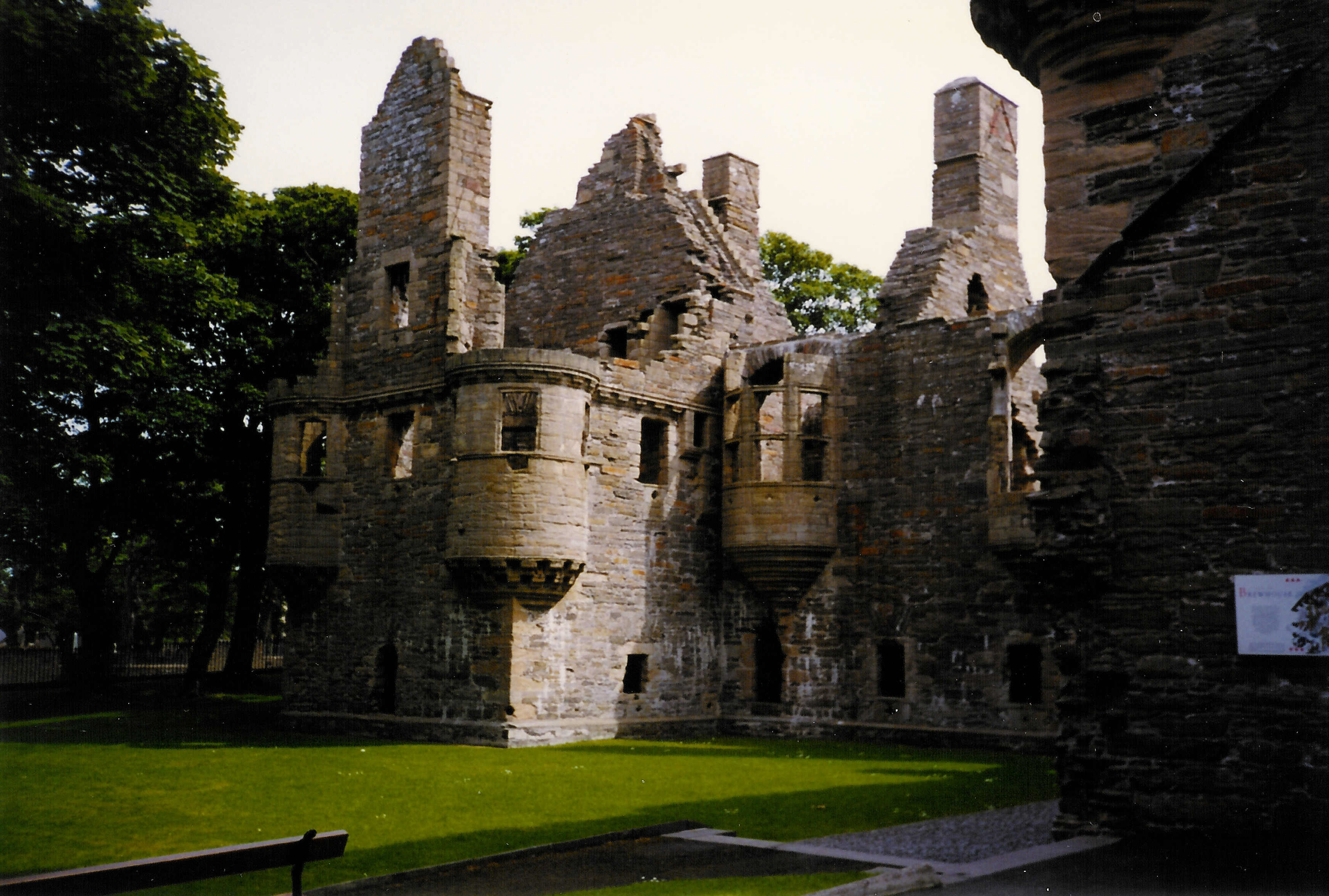
Palazzo del Conte - Kirkwall

Kirkwall (in scots Kirkwaa, in gaelico scozzese Bàgh na h-Eaglaise) è la località più popolosa (circa 8 500 abitanti) e il centro amministrativo dell'isola di Mainland, la principale delle isole dell'arcipelago delle Orcadi (Scozia).

## Il toponimo
Il nome della città ha origini norvegesi, deriva infatti dall'originario toponimo norvegese antico Kirkjuvagr (baia della chiesa), modificato nell'uso successivo in Kirkvoe e in seguito in Kirkwaa, i cartografi inglesi fraintesero il suffisso waa attribuendogli origini Scots, lingua nella quale wa significa muro (wall in inglese) e così il nome divenne Kirkwall.
Il nome originario deriva dalla presenza, fin dall'XI secolo, di una chiesa dedicata a Olaf II di Norvegia.

## Storia
La prima menzione della cittadina risale al 1046, nella Orkneyinga saga è citata come residenza di Rögnvald II, Conte di Orkney, ucciso dopo otto anni di regno dal suo successore, Thorfinn.
Al 1137 risale l'inizio della costruzione della cattedrale di St. Magnus. Nel 1468 Le Orcadi passarono sotto il dominio scozzese, il sovrano Giacomo III di Scozia conferì a Kirkwall lo status di Royal Burgh, ancora oggi i cartelli all'ingresso della cittadina riportano la scritta The City and Royal Burgh of Kirkwall.

## Geografia
La cittadina è situata sulla parte meridionale di un'ampia baia sul lato settentrionale dell'istmo che congiunge la parte occidentale e quella orientale dell'isola di Mainland.

## Monumenti
Kirkwall è una gradevole cittadina caratterizzata da un piccolo centro storico con numerosi edifici del XVII e XVIII secolo.
I due punti nevralgici della città sono il porto che ha un intenso traffico di pescherecci e traghetti diretti verso le isole dell'arcipelago settentrionale e le città scozzesi di Aberdeen e Lerwick e la Albert Street, una via commerciale che congiunge il porto con la cattedrale di St Magnus.
L'edificio più imponente della città è la cattedrale, iniziata nel 1137, la struttura originaria in arenaria gialla e rossa fu progressivamente ampliata nel XIII secolo (vetrate sul lato orientale), nel XV secolo (ampliamento della navata) e in occasione dell'850º anniversario nel 1987 quando furono rinnovate le vetrate occidentali. I problemi di erosione di cui soffre non ne intaccano l'imponenza che richiama quella delle grandi cattedrali medievali europee. All'interno ha un'atmosfera molto raccolta nella quale prevale il colore rosso dell'arenaria.
Sul lato esterno della cattedrale si trovano i resti del Bishop's Palace, costruito nel XII secolo per il vescovo William of Old, ne restano i muri perimetrali, le torri e una stretta scalinata. Nei pressi si trova il meglio conservato Earl's Palace (eretto agli inizi del XVII secolo), una delle più notevoli espressioni dell'architettura rinascimentale presenti in Scozia.
Poco distante dalla cattedrale si trova il Tankerness House, un edificio risalente al XV secolo che ospita un piccolo ma interessante museo sulla storia delle Orcadi.

## Economia
La cittadina dispone di un aeroporto con collegamenti regolari con la Scozia, le Shetland e le altre isole dell'arcipelago.

## Curiosità
A Kirkwall si trova la distilleria di whisky più settentrionale del mondo, la Highland Park Distillery fondata nel 1798.